# Glabbeek
Glabbeek es un municipio belga perteneciente a la provincia de Brabante Flamenco, en el arrondissement de Lovaina.
A 1 de enero de 2016 tiene 5305 habitantes. Comprende los deelgemeentes de Bunsbeek, Glabbeek-Zuurbemde (dentro del cual está la propia localidad de Glabbeek), Kapellen y Attenrode.
Se sitúa sobre la carretera N29 que une Charleroi con Diest, unos 20 km al este de Lovaina.
Su nombre deriva de "gladde beek", que viene a significar en sentido figurado "arroyo brillante" o "arroyo que fluye rápido". Se conoce la existencia de la localidad desde el siglo XII. El apellido van Glabbee(c)k, como el de Jan van Glabbeeck, sugiere ascendencia de esta localidad.

## Demografía

### Evolución
Todos los datos históricos relativos al actual municipio, el siguiente gráfico refleja su evolución demográfica, incluyendo municipios después de efectuada la fusión el 1 de enero de 1977.
| Gráfica de evolución demográfica de Glabbeek entre 1846 y 2020 |
|                                                                |